# Achitona transversevittata
Achitona transversevittata là một loài bọ cánh cứng thuộc họ Oedemeridae. Loài này được miêu tả khoa học đầu tiên năm 1986 bởi Švihla.